# Dereli
Dereli là một huyện thuộc tỉnh Giresun, Thổ Nhĩ Kỳ. Huyện có diện tích 845 km² và dân số thời điểm năm 2007 là 22902 người, mật độ 27 người/km².